# Episodi di Les Mystères de l'amour (ventiduesima stagione)
La ventiduesima stagione della serie televisiva Les Mystères de l'amour è andata in onda in Francia dal 14 dicembre 2019  al 24 maggio 2020 sul canale Telemontecarlo.
In Italia è inedita.
| nº | Titolo originale                        | Titolo italiano | Prima TV Francia | Prima TV Italia |
| -- | --------------------------------------- | --------------- | ---------------- | --------------- |
| 1  | Dangers Permanents                      |                 | 14 dicembre 2019 |                 |
| 2  | Démons et merveilles                    |                 | 15 dicembre 2019 |                 |
| 3  | Dans la bergerie                        |                 | 12 gennaio 2020  |                 |
| 4  | Menace explosive                        |                 | 19 gennaio 2020  |                 |
| 5  | Retour Imprévu                          |                 | 26 gennaio 2020  |                 |
| 6  | Poursuite imprévue                      |                 | 2 febbraio 2020  |                 |
| 7  | Délires flagrants                       |                 | 9 febbraio 2020  |                 |
| 8  | Inquiétudes en série                    |                 | 16 febbraio 2020 |                 |
| 9  | Erreur de cible                         |                 | 22 febbraio 2020 |                 |
| 10 | Prises, emprises, méprises et surprises |                 | 13 febbraio 2020 |                 |
| 11 | Suspect écarté                          |                 | 29 febbraio 2020 |                 |
| 12 | Mystères et prières                     |                 | 1 marzo 2020     |                 |
| 13 | Dans la chaleur de la nuit              |                 | 7 marzo 2020     |                 |
| 14 | Soeurs et stupeur                       |                 | 8 marzo 2020     |                 |
| 15 | Immenses Tristesses                     |                 | 14 marzo 2020    |                 |
| 16 | Faux frères                             |                 | 15 marzo 2020    |                 |
| 17 | Fatales révélations                     |                 | 22 marzo 2020    |                 |
| 18 | Retournements de situations             |                 | 29 marzo 2020    |                 |
| 19 | Du sang et des larmes                   |                 | 5 aprile 2020    |                 |
| 20 | Libérations                             |                 | 12 aprile 2020   |                 |
| 21 | Multiples dangers                       |                 | 19 aprile 2020   |                 |
| 22 | Multiples complications                 |                 | 26 aprile 2020   |                 |
| 23 | Actions et réactions                    |                 | 3 maggio 2020    |                 |
| 24 | Double drame                            |                 | 10 maggio 2020   |                 |
| 25 | Tristes pertes                          |                 | 17 maggio 2020   |                 |
| 26 | Futurs incertains                       |                 | 24 maggio 2020   |                 |